# Consualia
Consualia – w starożytnym Rzymie święta ku czci boga Consusa, obchodzone 21 sierpnia i 15 grudnia.
Podczas Consualiów wszystkie konie, osły i muły były ozdabiane wieńcami i zwalniane od pracy. W Circus Maximus odbywały się wówczas wyścigi konne, zaś w jego podziemiach składano ofiary na ołtarzu Consusa, udostępnianym jedynie podczas tego święta.
Wedle rzymskich podań właśnie podczas Consualiów miało dojść do porwania Sabinek.